# Franz Xaver Süßmayr
Franz Xaver Süßmayr, né le 26 juillet 1766 à Schwanenstadt et mort le 17 septembre 1803 à Vienne, est un chef d'orchestre et compositeur autrichien.

## Biographie
Après de premières études musicales à Kremsmünster, Süßmayr est l'élève de Salieri à Vienne en 1787, puis l'assistant de Mozart en 1791 pour lequel il écrit l'intégralité des récitatifs secco de la Clémence de Titus lors du voyage à Prague. On sait avec assez de certitude qu'il termina durant l'année 1792 la dernière œuvre de Mozart, le Requiem, à la demande de Constance Mozart du fait que Franz Xaver Süßmayr savait imiter l'écriture (le tracé) de son maître et vraisemblablement pour payer les lourdes dettes du couple. Constance ayant dans un premier temps confié la partition à un ex élève de Mozart (Eybler), l'étendue du travail de Süßmayr sur le Requiem n'est pas encore totalement connue, puisque l'état d'avancement dans lequel on lui confia la partition est également incertain, d'autant que d'autres compositeurs, Freiystädtler notamment, sont également intervenus sur la partition.
Süßmayr se fait connaître à Vienne et à Prague comme compositeur de nombreux opéras et est nommé en 1794 chef de l'orchestre du Théâtre national de Vienne. Il a aussi composé de la musique instrumentale et de la musique sacrée.

## Œuvre
Süßmayr laisse 160 œuvres.

### Opéras
- Die Liebe für den König (1785),
- Moses (1792),
- Il turco in Italia (1794),
- Der Spiegel von Arkadien (1794),
- Idris und Zenide (1795)
- Die edle Rache (1795)
- Die Freiwilligen (1796)
- Der Wildfang (1797)
- Der Markscreyer (1799)
- Soliman der Zweite (1799)
- Gülnare oder Die persiche Sklavin (1800)
- Phasma oder Die Ercheinung im Tempel der Verschwiegenheit (1801)
- Das Hausgesinde (1802)

### Ballets
- Il noce di Benevento (a été mis en scène à la Scala en 1812 par Salvatore Viganò)

### Autres
- 2 messes
- 2 requiems
- 7 offertoires
- 1 gradual
- Psaumes
- 1 magnificat
- Hymnes
- Ave Maria (1792).
- Concerto pour clarinette, écrit en fait pour le cor de basset et probablement destiné à être joué par Anton Stadler[2].

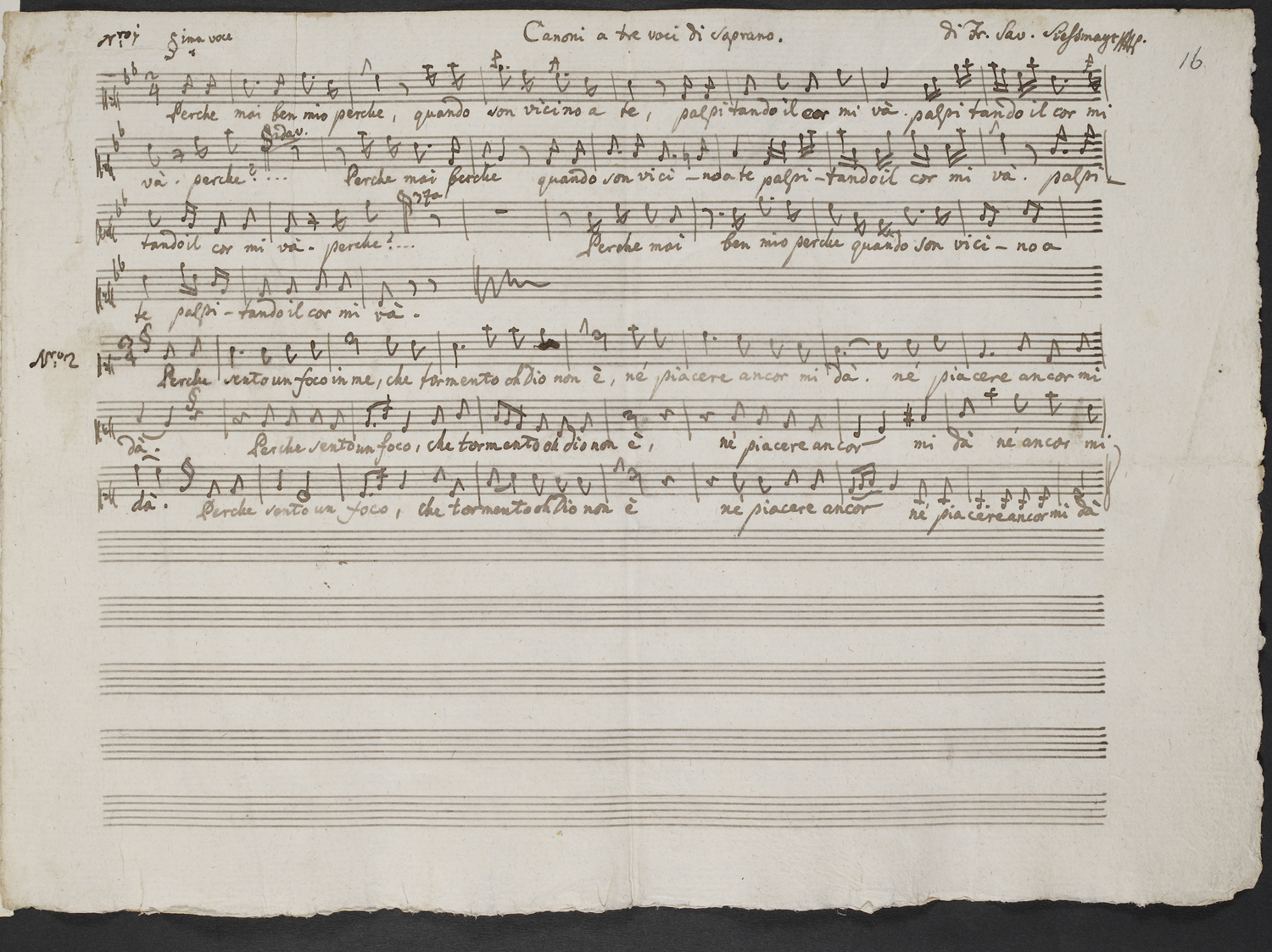
Manuscrit du Perché mai ben mio(SmWV 327). (BL Add MS 32181 f. 15r)

## Enregistrement
- 1998 : Concertos pour clarinette de Mozart, Joseph Leopold Eybler et Franz Xaver Süßmayr, par Dieter Klöcker et l'English Chamber Orchestra, dir. Wolf-Dieter Hauschild (Novalis 150 061-1)